# کالین بارنز
کالین بارنز (انگلیسی: Colin Barnes؛ زادهٔ ۲۸ مهٔ ۱۹۵۷) بازیکن فوتبال اهل بریتانیا است.
از باشگاه‌هایی که در آن بازی کرده‌است می‌توان به باشگاه فوتبال یئوویل تاون، باشگاه فوتبال لوتون تاون، باشگاه فوتبال تورکی یونایتد، باشگاه فوتبال دانستیبل تاون، باشگاه فوتبال بارنت، و باشگاه فوتبال هیتچین تاون اشاره کرد.